# Abbott i Costello
Abbott i Costello – duet amerykańskich aktorów komediowych, którzy byli popularni przede wszystkim w latach 40. i na początku lat 50.
Abbott (Bud Abbott) był wysoki i szczupły, natomiast Costello (Lou Costello) był niski i tęgi. Ich filmy to często burleski i parodie znanych tematów filmowych, np.: Abbott i Costello spotykają Frankensteina, Abbott i Costello w Legii Cudzoziemskiej.

## Filmografia
Lista opracowana w oparciu o serwisy IMDb i AllMovie,
| Rok     | Film                                                                                              | Rola Lou Costello                                              | Rola Buda Abbotta                                          |
| ------- | ------------------------------------------------------------------------------------------------- | -------------------------------------------------------------- | ---------------------------------------------------------- |
| 1940    | Abbott i Costello w tropikach (One Night in the Tropics)                                          | Costello                                                       | Abbott                                                     |
| 1941    | Szeregowcy (Buck Privates)                                                                        | Herbie Brown                                                   | Slicker Smith                                              |
| 1941    | W marynarce (In the Navy)                                                                         | Pomeroy Watson                                                 | Smokey Adams                                               |
| 1941    | Łap ducha (Hold That Ghost)                                                                       | Ferdinand Jones                                                | Chuck Murray                                               |
| 1941    | Keep ’Em Flying (Keep 'Em Flying)                                                                 | Heathcliffe                                                    | Blackie Benson                                             |
| 1942    | Wesołe ranczo (Ride 'Em Cowboy)                                                                   | Willoughby                                                     | Duke                                                       |
| 1942    | Rio Rita (Rio Rita)                                                                               | Wishy Dunn                                                     | Doc                                                        |
| 1942    | Pardon My Sarong (Pardon My Sarong)                                                               | Wellington Phlug                                               | Algy Shaw                                                  |
| 1942    | Abbott i Costello – Kto to zrobił? (Who Done It?)                                                 | Mervyn Milgrim                                                 | Chick Larkin                                               |
| 1943    | Na wyścigach (It Ain’t Hay)                                                                       | Wilbur Hoolihan                                                | Grover Mickridge                                           |
| 1943    | Hit the Ice (Hit the Ice)                                                                         | Tubby McCoy                                                    | Flash Fulton                                               |
| 1944    | Na salonach (In Society)                                                                          | Albert Mansfield                                               | Eddie Harrington                                           |
| 1944    | Zagubieni w haremie (Lost in a Harem)                                                             | Harvey Garvey                                                  | Peter Johnson                                              |
| 1945    | Abbott i Costello w szkole dla dziewcząt (Here Come the Co-Eds)                                   | Oliver Quackenbush                                             | Slats McCarthy                                             |
| 1945    | Szulerzy na pokładzie (The Naughty Nineties)                                                      | Sebastian Dinwiddie                                            | Dexter Broadhurst                                          |
| 1945    | Abbott i Costello w Hollywood (Abbott and Costello in Hollywood)                                  | Abercrombie                                                    | Buzz Kurtis                                                |
| 1946    | Mały olbrzym (Little Giant)                                                                       | Benny Miller                                                   | John Morrison/Tom Chandler                                 |
| 1946    | Ich długie życie (The Time of Their Lives)                                                        | Horatio Prim                                                   | Cuthbert/Dr. Greenway                                      |
| 1947    | Szeregowcy wracają do domu (Buck Privates Come Home)                                              | Herbie Brown                                                   | Slicker Smith                                              |
| 1947    | Wdowa z Wagon Gap (The Wistful Widow of Wagon Gap)                                                | Chester Wooley                                                 | Duke Egan                                                  |
| 1948    | The Noose Hangs High (The Noose Hangs High)                                                       | Tommy Hinchcliffe                                              | Ted Higgins                                                |
| 1948    | Abbott i Costello spotykają Frankensteina (Abbott and Costello Meet Frankenstein)                 | Wilbur Gray                                                    | Chick Young                                                |
| 1948    | Abbott i Costello w Meksyku (Mexican Hayride)                                                     | Joe Bascom/Humphrey Fish                                       | Harry Lambert                                              |
| 1949    | Abbott i Costello – Afrykańska przygoda (Africa Screams)                                          | Stanley Livington                                              | Buzz Johnson                                               |
| 1949    | Abbott i Costello spotykają mordercę (Abbott and Costello Meet the Killer, Boris Karloff)         | Freddie Phillips                                               | Casey Edwards                                              |
| 1950    | Abbott i Costello w Legii Cudzoziemskiej (Abbott and Costello in the Foreign Legion)              | Lou Hotchkiss                                                  | Bud Jones                                                  |
| 1951    | Abbott i Costello spotykają niewidzialnego człowieka (Abbott and Costello Meet the Invisible Man) | Lou Francis                                                    | Bud Alexander                                              |
| 1951    | Godzina komedii (Comin' Round the Mountain)                                                       | Wilbert Smith                                                  | Al Stewart                                                 |
| 1952    | Jaś i łodyga fasoli (Jack and the Beanstalk)                                                      | Jack                                                           | Mr. Dinklepuss                                             |
| 1952    | Lost in Alaska (Lost in Alaska)                                                                   | George Bell                                                    | Tom Watson                                                 |
| 1952-54 | The Abbott and Costello Show (The Abbott and Costello Show)                                       | jako on sam                                                    | jako on sam                                                |
| 1952    | Abbott i Costello spotykają Kapitana Kidda (Abbott and Costello Meet Captain Kidd)                | Oliver "Puddin' Head" Johnson                                  | Rocky Stonebridge                                          |
| 1953    | Abbott i Costello lecą na Marsa (Abbott and Costello Go to Mars)                                  | Orville                                                        | Lester                                                     |
| 1953    | Abbott i Costello spotykają Jekylla i Hyde’a (Abbott and Costello Meet Dr. Jekyll and Mr. Hyde)   | Tubby                                                          | Slim                                                       |
| 1955    | Abbott i Costello w wytwórni filmowej (Abbott and Costello Meet the Keystone Kops)                | Willie Piper                                                   | Harry Pierce                                               |
| 1955    | Abbott i Costello spotykają mumię (Abbott and Costello Meet the Mummy)                            | Costello (błędnie wymieniony w filmie jako "Freddie Franklin") | Abbott (błędnie wymieniony w filmie jako "Pete Patterson") |
| 1956    | Zatańcz ze mną Henry (Dance with Me, Henry)                                                       | Lou Henry                                                      | Bud Flick                                                  |
| 1965    | Świat Abbotta i Costello (The World of Abbott and Costello)                                       | jako on sam                                                    | jako on sam                                                |